# Pojeta Peak
Der Pojeta Peak ist ein etwa 1500 m hoher Berg im westantarktischen Ellsworthland. In der Heritage Range des Ellsworthgebirges ragt er 3 km südöstlich des Bingham Peak im Zentrum der Webers Peaks auf.
Das Advisory Committee on Antarctic Names benannte ihn nach John Pojeta Jr. (1935–2017), Paläontologe des United States Geological Survey ab 1963, der von 1979 bis 1980 an einer Expedition zum Ellsworthgebirge im Rahmen des United States Antarctic Research Program beteiligt war.